# 오스카르 테마루

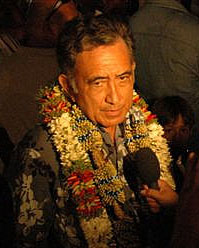
오스카르 테마루

오스카르 테마루(Oscar Temaru, 1944년 11월 1일 ~ )는 프랑스령 폴리네시아의 정치인이다. 프랑스령 폴리네시아의 대통령 지위에 여러차례 나누어( 2004년, 2005년 ~ 2006년,  2007년 ~ 2008년, 2009년, 2011년 ~ 2013년) 재임했다.